# Гуасапа (вулкан)
Гуасапа (ісп. Guazapa) — еродований базальтовий стратовулкан у центральній частині Сальвадору, а саме за 23 км на північний схід від міста Сан-Сальвадор. Невідомо, чи плейстоценовий вулкан досі активний. Він демонструє ознаки інтенсивної ерозії, яка прорізала глибокі долини на його флангах, що свідчить про дуже тривалий період спокою, і морфологічних ознак кратера не залишилося.
Кілька молодих голоценових пірокластичних конусів і лавових потоків подібного складу знайдено біля основи вулкана (Williams and Meyer-Abich, 1955).
Під час громадянської війни 1980-х років Гуасапа була одним із головних опорних пунктів партизан.  У горах Гуасапа є підпільні кладовища, бомбосховища, партизанські табори та тимчасові лікарні. 